# Acridomastax
Acridomastax is een geslacht van rechtvleugeligen uit de familie Euschmidtiidae. De wetenschappelijke naam van dit geslacht is voor het eerst geldig gepubliceerd in 1971 door Descamps.

## Soorten
Het geslacht Acridomastax omvat de volgende soorten:
- Acridomastax rehni Descamps & Wintrebert, 1965
- Acridomastax tampolae Descamps, 1971